# Жуківка (Броварський район)
Жу́ківка — село Броварського району Київської області. Входить до складу Згурівської селищної громади.

## Історія
Входило до складу:
- Березанського району — з початку поділу на райони,
- Жуківської сільради — з 1921,
- Яготинського району — з 1963,
- Баришівського району — з 1966,
- Згурівського району — з 1986,
- Броварського району Згурівського селищної громади — з 2020.

### Російська імперія
Жуківські хутори вперше згадуються в літописах 1772 року. За переказами старожилів, така назва походить або від першопоселенця Жука, або ж від царського воєводи Жуковського, що оселився тут.
Згідно гетьманського універсалу 1674 року та царської жалуваної грамоти 1688 року, Родіон Думитрашко, переяславський полковник, отримав у власність деякі лівобережні містечка та села. Серед них був один хутір. Другий хутір зайняв пан Ляшенко. Свої маєтки він побудував на місці нинішньої середньої школи. Селяни викопали пану ставок з островом посередині, посадили сад. Згодом всі ці маєтності були придбані паном Бутовичем, що вирощував тут зернові та технічні культури. 1859 року в селі нараховувалося 38 дворів, у яких проживав 401 житель. 1895 року для поливу розсади тютюну було викопано криницю по нинішній вулиці Корольова. Вона збереглася й донині, і вода тут надзвичайно добра.
Є на мапі 1826-1840 років як Бутовичи.
Є метрічна книга цього селища Покровської церкви за 1875 рік.
По смерті Бутовича його син продав усе пані Грабовській, що була одинока, а тому теж скоро продала маєток та два хутори пану Крушинському. Він був тут господарем аж до Української революції.

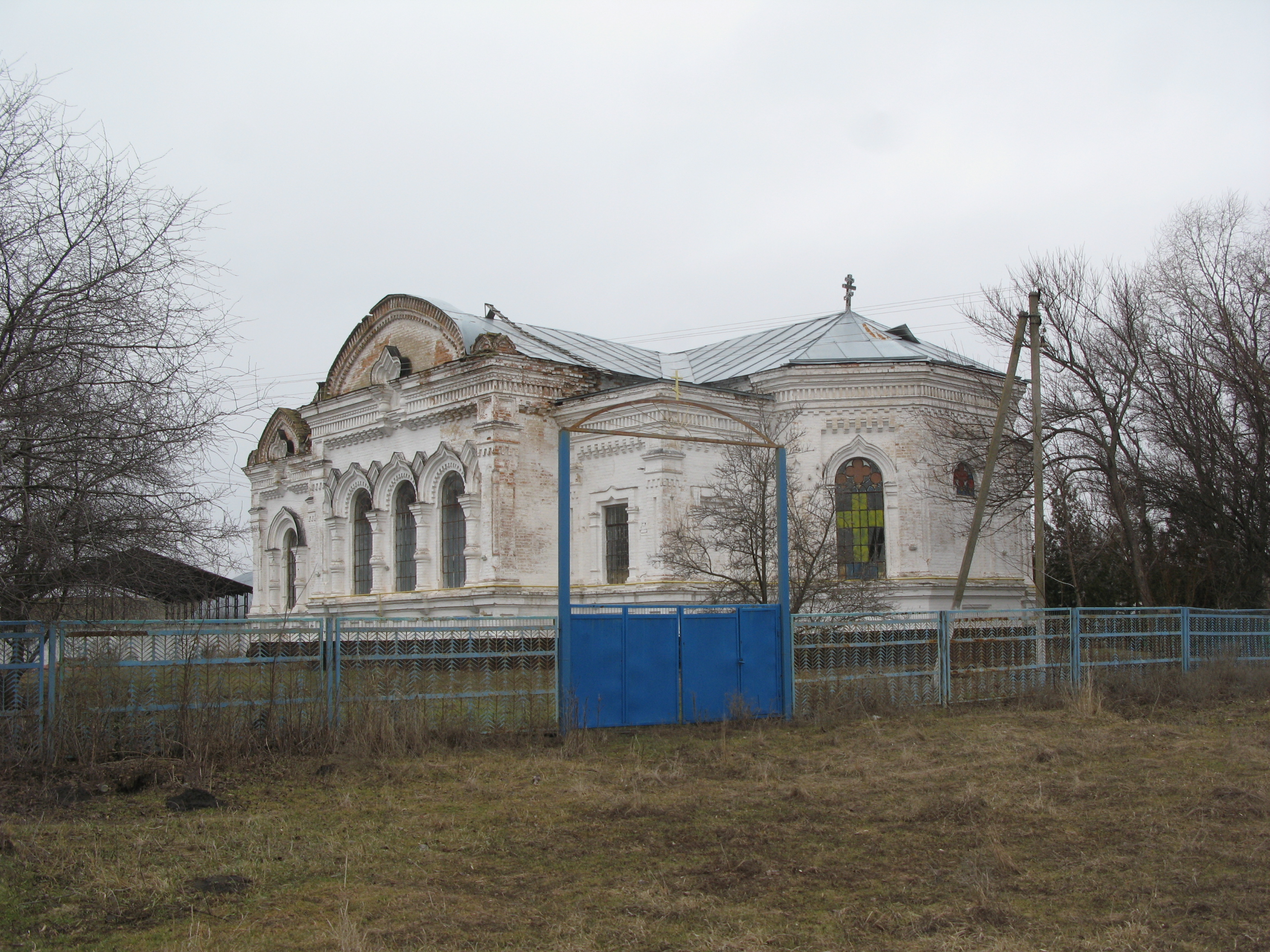
Покровська церква (мур.), село Жуківка

Маєток Думитрашків був дуже гарним, потопав у зелені та квітах, ставок був доглянутим. Посеред нього розташовувався острівець для панської родини. Перед революцією був навіть моторний човен. Пан Раїч був добрим інженером-архітектором, тож сам збудував тут красивий будинок та Покровську церкву (1901-1902 роки), яка збереглася до нашого часу. І маєток, і церква споруджені з місцевої цегли. Крім того, у церкві знаходився родовий склеп, де поховані члени сім'ї Думитрашків, серед яких таємний радник Чотовцев (дядько Раїчи Думитрашка) та Тимофій Іванович Думитрашко, що був поетом та видав 1858 року у Києві поетичну збірку «Бандура». Також у 1880-х роках в селі відкрито однокласну церковно-приходську школу.
1910 року - хутір Бутовича (Жуківка І) Лехнівської волості Переяславського повіту Полтавської губернії, 68 господарств, 436 мешканців разом з найманими робітниками.
Також до села Жуківка були приписані хутора Бутовича, Купчинського, Славотинський, Бец.

### Радянські часи
Під час революції місцеві селяни, на відміну від багатьох інших, розділивши панське майно, будівлі залишили у цілості. У майбутньому в них буде облаштоване житло, а пізніше дитячий садок.
1924 року в селі з'явилася комуна Імені Крупської. Її очолив Кирило Краснощок, а першими членами стали переселенці з Росії. Один із них, Теофан Пилипович Лисон, очолив комуну 1926 року. Державою комуні були виділені трактори «Фордзон», а урожай допомагали збирати вояки з Переяславського піхотного полку. По закінченні служби деякі з них осіли в Жуківці.
1929 року в Жуківці розпочалася колективізація, було створено два колгоспи: «Перше Травня» та ім. Жовтневой революції, а також перетворено комуну у колгосп «Комунар». Роботи механізувалися за допомогою Березанської МТС. Того ж року в селі збудовано приміщення семирічної школи.
В роки Другої Світової війни на фронтах воювало 317 жуківчан, серед них Герой Радянського союзу Андрій Микитович Лук'янець. За роки війни та окупації загинули 177 односельчан. Село було зайняте німцями 21 вересня 1941 року, і довкола Жуківки точилися запеклі бої. В близько 100 червоноармійців, що поховані в трьох братських могилах. Звільнено Жуківку 21 вересня 1943 року, рівно через два роки після її окупації. Разом з передовими загонами до села увійшла авіачастина, штаб якої було зорганізовано в Жуківці. Її командиром був льотчик Байдуков, а до складу входив майбутній космонавт Георгій Береговий.
1950 року три колгоспи злилися в один (імені Жданова), головою якого було обрано Омеляна Трохимовича Рекеду. Згодом колгосп очолювали Василь Петрович Прохоренко, Микола Андрійович Сіпко та Микола Данилович Клюшниченко. Колгосп зростав, збільшувалося поголів'я худоби, була велика пасіка. Поступово поповнювався парк сільськогосподарської техніки, будувалися нові будинки. Село було забезпечено радіо 1958 року, електрикою 1959 року.
1976 року було заасфальтовано центральні вулиці села, а також з'єднано з шосе Березань - Войкове твердою дорогою. Також в цей час споруджено двоповерховий будинок, де розташувалися контора господарства, виконком сільської ради, відділення пошти, а також зведено гуртожиток, магазини, їдальню, ларьок на фермі, ФАП, два двоповерхові будинки по 16 квартир у кожному(один з яких в аварійному стані, не придатний для життя), сушарку для зерна, завод для консервування овочів(зруйнований та розграбований за часів незалежності), холодильний блок для молока(зруйнований та деякий час працював за часів незалежності).
1985 року відкрилася нова середня школа, що була розрахована нав 320 учнів та мала спортзал. 1986 року село газифіковано, заасфальтовано сільські вулиці.

### Сучасність
14 червня 1994 року відбулося гучне святкування 225-річчя села, куди було запрошено видатних уроженців села.
З 7 липня 2016 року посаду сільського голови обіймала Литвиненко Оксана Віталіївна у зв'язку з позачерговими місцевими виборами.
Нині в Жуківці діють відділення Укрпошти, ФАП, клуб, бібліотека, працює ЗОШ I-III ступенів, у якій навчаються також діти з Малої Супоївки ,Малої Березанки. При школі є дитячий садок. Функціонують 4 магазини.
Завдяки старанням місцевої влади село дуже та охайне. Є місця для відпочинку, полювання та рибалки.

## Населення
За даними Всеукраїнського перепису 2001 року, у селі проживало 816 осіб. З них своєю рідною мовою вказали:
| Мова       | Кількість осіб | Відсоток |
| ---------- | -------------- | -------- |
| українська | 795            | 97,43%   |
| російська  | 21             | 2,57%    |

## Відомі люди
В Жуківці народився учасник німецько-радянської війни, Герой Радянського Союзу Дикун Георгій Васильович (1915—1994).

## Пам'ятки
- Покровська церква (1901-1902 рр., пам'ятка архітектури)